# Clemens Tönnies
Clemens Tönnies (Rheda, 27 maggio 1956) è un dirigente sportivo e imprenditore tedesco, dal 2001 al 2020 è stato presidente dello Schalke 04 e proprietario del gruppo Tönnies e del Zur-Mühlen-Gruppe.
La rivista americana Forbes stima il suo patrimonio a circa 1,4 miliardi di euro. Nell'ottobre 2016, lo Spiegel Online ha stimato un patrimonio netto stimato di 1,1 miliardi di euro.
Nel 2019 alcune sue frasi sono state dichiarate come razziste ed hanno suscitato numerose controversie. Nel 2020 è finito al centro di alcune polemiche per la gestione di un mattatoio della sua azienda interessato da un focolaio di coronavirus.